# Yuzuki-san Chi no Yon-Kyōdai
Yuzuki-san Chi no Yon Kyōdai (柚木さんちの四兄弟。 lit. Los cuatro hermanos de la casa Yuzuki?), en inglés The Yuzuki Family's Four Sons, es una serie de manga japonesa escrita e ilustrada por Shizuki Fujisawa. Se publica en la revista de demografía shōjo Betsucomi de Shogakukan desde agosto de 2018. A partir de mayo de 2023, se han recopilado catorce volúmenes tankōbon.
Una adaptación a serie de televisión de anime producida por Shuka se emitió entre octubre a diciembre de 2023.
La serie ganó el 66° Premio Shogakukan Manga en la categoría shōjo en 2021.

## Personajes
Hayato Yuzuki (柚木 隼 Yuzuki Hayato?)
 Seiyū: Ryōta Iwasaki
Mikoto Yuzuki (柚木 尊 Yuzuki Mikoto?)
 Seiyū: Kikunosuke Toya
Minato Yuzuki (柚木 湊 Yuzuki Minato?)
 Seiyū: Miyuki Sakurai
Gakuto Yuzuki (柚木 岳 Yuzuki Gakuto?)
 Seiyū: Momoka Terasawa
Uta Kirishima (霧島 宇多 Kirishima Uta?)
 Seiyū: Misato Matsuoka
Waka Kirishima (霧島 和歌 Kirishima Waka?)
 Seiyū: Akari Tadano
Saki Kirishima (霧島 咲 Kirishima Saki?)
 Seiyū: M.A.O
Kojirō Kirishima (霧島 虎次郎 Kirishima Kojirō?)
 Seiyū: Fumihiko Tachiki
Yūma Nikaidō (二階堂 悠真 Nikaidō Yūma?)
 Seiyū: Satsuki Kokubu

## Contenido de la obra

### Manga
Esta obra, escrita e ilustrada por Shizuki Fujisawa, comenzó a serializarse en la revista Betsucomi de Shogakukan el 10 de agosto de 2018. El primer volumen en formato tankōbon se publicó el 26 de diciembre de 2018. Hasta mayo de 2023, se han publicado catorce tomos.

### Anime
El 28 de abril de 2023 se anunció una adaptación de serie de televisión de anime. Está producida por Shuka y dirigida por Mitsuru Hongo, con diseños de personajes de Orie Tanaka, quien también se desempeñó como director de animación en jefe, y música compuesta por Yoshikazu Suo. La serie se estrenó el 5 de octubre de 2023 en AT-X y otras redes. El tema de apertura es "Naite Iinda"" de Flumpool, mientras que el tema de cierre es "Sasakure" de Aoi Kubo. Crunchyroll obtuvo la licencia de la serie en África, América del Norte, América Latina, Oceanía y territorios seleccionados de Asia y Europa. Jonu Media obtuvo la licencia de la serie en España.

## Recepción
A mayo de 2023, la serie tiene un millón de copias impresas.
En 2021, la serie ganó el 66° premio Shogakukan Manga en la categoría shōjo.